# Aura (satélite)
Aura es el tercer satélite del Sistema de Observación Terrestre (Earth Observing System) de la NASA, y en el que han colaborado otros países. En latín, aura significa aire.
Lanzado el 15 de julio de 2004 por un cohete Delta desde la Base Aérea de Vandenberg, Aura está dedicado a la observación de ozono, la calidad del aire y el clima. Las mediciones de Aura complementan las hechas por el satélite USA y continúan el registro de la concentración de ozono. El satélite está diseñado para una duración mínima de cinco años.
La nave fue construida por TRW y está basada en el diseño del satélite Aqua con el fin de ahorrar costes. Está en una órbita heliosincrónica con un periodo de unos 100 minutos, en la cual vuela junto a otros satélites formando la constelación A-train. Cada 16 días vuelve a encontrarse justo sobre el mismo punto, con lo que el seguimiento de cualquier cambio atmosférico sobre una región está asegurado.

## Especificaciones
- Tamaño una vez desplegado: 4,7 m x 17,37 m x 6,91 m
- Masa total: 2967 kg
- Potencia: 4600 W
- Telemetría: banda S
- Órbita: heliosincrónica a 705 km de altura.

## Instrumentos
La nave lleva los siguientes instrumentos:
- HIRDLS (High Resolution Dynamics Limb Sounder)
- MLS (Microwave Limb Sounder)
- OMI (Ozone Monitoring Instrument)
- TES (Tropospheric Emission Spectrometer)